# Alètrium
Alètrium (en llatí: Aletrium o Alatrium, en grec antic: Ἀλέτριον) va ser una ciutat dels hèrnics a Itàlia, situada vora la via Llatina, a unes set milles romanes de Ferentium. Correspon a la moderna Alatri.
En un primer temps era una de les ciutats més importants de la Lliga hèrnica, i l'any 306 aC, quan hi va aver una assemblea de tots els pobles hèrnics, Alètrium, juntament amb els ciutadans de Ferentium i de Verules van decidir no fer la guerra a Roma. Com a premi els romans els van concedir el dret de conservar les pròpies lleis, que van preferir a obtenir la ciutadania romana amb dret de connubi entre els romans i els habitants de les tres ciutats, segons diu Titus Livi.
Plaute parla de la ciutat, i Ciceró diu que era un municipium important en el seu temps. Més tard s'hi va establir una colònia, però se'n desconeix l'època. Plini el Vell parla només d'un oppidum, però va conservar el seu rang municipal durant l'Imperi.
Conserva restes importants de les muralles i fortificacions, i dues portes (la principal és la Porta di Civita) i la ciutadella central, construïdes en tres períodes diferents; també té restes d'un aqüeducte i la catedral oculta sota seu un temple romà.